# 65487 Divinacommedia
65487 Divinacommedia è un asteroide della fascia principale. Scoperto nel 2003, presenta un'orbita caratterizzata da un semiasse maggiore pari a 2,5583491 au e da un'eccentricità di 0,1065958, inclinata di 15,63305° rispetto all'eclittica.